# 参木群
参木群（1954年12月—），女，藏族，西藏日喀则人，中华人民共和国政治人物，曾任西藏自治区妇女联合会党组副书记、主席，西藏自治区政协副主席、党组成员。